# بینوایان (فیلم ۱۹۴۸)
بینوایان (ایتالیایی: I miserabili) فیلمی در ژانر درام به کارگردانی ریکاردو فردا است که در سال ۱۹۴۸ به نمایش درآمد.

## چکیده داستان
ژان والژان در فرانسه سعی می‌کند برای تغذیه نوه‌های گرسنه اش یک قرص نان بدزدد، اما بلادرنگ پلیس او را دستگیر می‌کند و به پنج سال زندان محکوم می‌شود که به دلیل تلاش‌های بسیار برای فرار به ۱۸ سال حبس می‌رسد. پس از گذراندن محکومیتش، همه او را طرد می‌کنند و تنها رفتار مثبت از اسقف دیجن سر می‌زند که ژان والژان دو شمعدان نقره را از او دزدیده بود. اسقف او را متقاعد می‌کند که زندگیش را در جهت راستی و درستکاری تغییر دهد.

## بازیگران
- جینو چروی
- والنتینا کورتس
- لوئیجی پاوزه
- یونه رومانو
- جینو کاوالیری
- نینو مارکتی
- آندرئینا پانیانی
- گابریله فرزتی
- آلدو نیکودمی
- اوگو ساسو
- فرانکو بالدوچی
- مارچلو ماسترویانی
- جوزپه پیه‌روتسی
- اورسته فارِس
- کوستا گرکو
- دینا رومانو
- جانپائولو روسمینو
- چیرو براردی
- ماسیمو پیانفورینی